# Enguinegatte
Enguinegatte là một xã trong vùng Hauts-de-France, thuộc tỉnh Pas-de-Calais, quận Saint-Omer, tổng Fauquembergues. Tọa độ địa lý của xã là 50° 36' vĩ độ bắc, 02° 16' kinh độ đông. Enguinegatte nằm trên độ cao trung bình là 92 mét trên mực nước biển, có điểm thấp nhất là 51 mét và điểm cao nhất là 132 mét. Xã có diện tích 8,92 km², dân số vào thời điểm 1999 là 365 người; mật độ dân số là 41 người/km².

## Thông tin nhân khẩu
| 1962 | 1968 | 1975 | 1982 | 1990 | 1999 |
| ---- | ---- | ---- | ---- | ---- | ---- |
| 340  | 381  | 367  | 354  | 388  | 365  |